# Alcorochel
Alcorochel ist ein Ort und eine ehemalige Gemeinde in Mittel-Portugal.

## Geschichte
Im Jahr 1676 war Alcorochel als bereits eigenständig bestehende Gemeinde vermerkt.
Mit der Gebietsreform im September 2013 wurde die Gemeinde Alcorochel aufgelöst und mit anderen zur neuen Gemeinde Brogueira, Parceiros de Igreja e Alcorochel zusammengeschlossen.

## Verwaltung
Alcorochel war Sitz einer gleichnamigen Gemeinde (Freguesia) im Kreis (Concelho) von Torres Novas im Distrikt Santarém. Die Gemeinde hatte 815 Einwohner und eine Fläche von 8,59 km² (Stand 30. Juni 2011).
Folgende Ortschaften und Orte gehörten zur Gemeinde:
- Alcorochel
- Casais Novos
- Charneca de Alcorochel

Im Zuge der Gemeindereform vom 29. September 2013 wurden die Gemeinden Alcorochel, Brogueira und Parceiros de Igreja zur neuen Gemeinde União das Freguesias de Brogueira, Parceiros de Igreja e Alcorochel zusammengeschlossen.